# Blephilia subnuda
Blephilia subnuda är en kransblommig växtart som beskrevs av Simmers och Robert Kral. Blephilia subnuda ingår i släktet Blephilia och familjen kransblommiga växter. Inga underarter finns listade i Catalogue of Life.